# Квантен, Эмиль фон
Эмиль фон Квантен (Emil von Quanten; 1827, Бьернборг — 1903) — финский поэт.
Опубликовал поэтический календарь «Lärkan» (1844 и 1845) и сборник «Dikter» (1851; 2 дополнен, изд. 1859).
В 1855 под псевдонимом Peder Särkilax обнародовал политический памфлет «Fennomani och Skandinavism» («Фенномания и Cкандинавизм»), в котором требовал отделения Финляндии от России и выступил в защиту идеи финно-скандинавского союзного государства. Являлся одним из идеологов панскандинавизма. Предложил создать государственный союз в составе Швеции, Финляндии, а возможно, и других стран Северной Европы. Граница при этом должна была проходить по линии Ладога — Свирь — Онежское озеро — Белое море.
После этого Квантен вынужден был покинуть Финляндию и поселился в Швеции, где был членом сейма и придворным библиотекарем. Собрание его стихотворений («Dikter, nya och gamla») издано в 1880.
Был женат на шведской писательнице и переводчице Авроре фон Квантен.